# Sojuz TM-10
Sojuz TM-10 (ryska: Союз ТM-10) var en flygning i det sovjetiska rymdprogrammet. Flygningen gick till rymdstationen Mir. Farkosten sköts upp med en Sojuz-U2-raket från Kosmodromen i Bajkonur den 1 augusti 1990. Den dockade med rymdstationen den 3 augusti 1990. Farkosten lämnade rymdstationen den 10 december 1990. Några timmar senare återinträdde den i jordens atmosfär och landade i Sovjetunionen.